# Westernohe
Westernohe település Németországban, Rajna-vidék-Pfalz tartományban. Lakosainak száma 947 fő (2023. december 31.).

## Népesség
A település népességének változása:
| Lakosok száma | 755  | 892  | 906  | 919  | 908  | 947  |
|               | 1975 | 2017 | 2019 | 2021 | 2022 | 2023 |